# Liste der Monuments historiques in Mégrit
Die Liste der Monuments historiques in Mégrit führt die Monuments historiques in der französischen Gemeinde Mégrit auf.

## Liste der Bauwerke
| Bezeichnung | Beschreibung              | Standort | Kennzeichnung | Schutzstatus | Datum | Bild           |
| ----------- | ------------------------- | -------- | ------------- | ------------ | ----- | -------------- |
| Beinhaus    | Erbaut im 17. Jahrhundert | (Lage)   | PA00089325    | Inscrit      | 1927  | weitere Bilder |

## Liste der Objekte

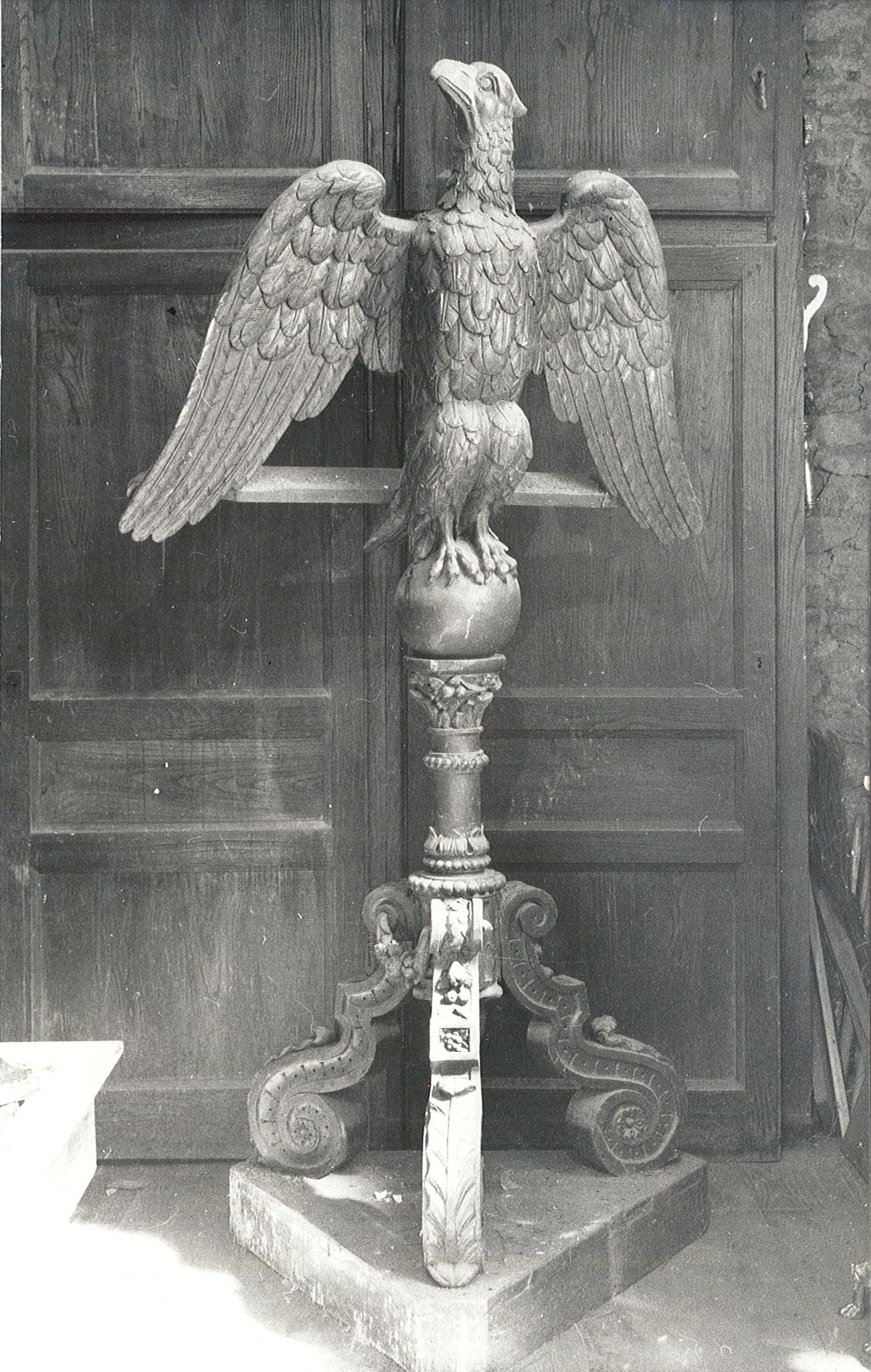
Lesepult (19. Jahrhundert) in der Kirche St-Pierre-St-Paul

- Monuments historiques (Objekte) in Mégrit in der Base Palissy des französischen Kultusministeriums